# Старообрядницька вулиця (Санкт-Петербург)
Старообрядницька вулиця (рос. Ста́рообря́дческая улица) — вулиця в Московському районі Санкт-Петербурга. Проходить від Варшавської лінії залізниці до Балтійської лінії залізниці.

## Історія
Назва Старообрядницька вулиця (на ділянці від Московського проспекту до Митрофаніївського шосе) присвоєна 16 квітня 1887 року, у зв'язку з тим, що «веде до Громовського старообрядницького кладовища». 27 лютого 1941 року перейменована в Ташкентську вулицю в честь міста Ташкент, в ряду вулиць, найменованих по столицях союзних республік СРСР.
7 грудня 2006 року ділянці вулиці між колишньою Варшавською та Балтійською лініями залізниці було повернуто історичну назву Старообрядницька вулиця. Частина вулиці від Московського проспекту до Варшавської лінії залишилася Ташкентською вулицею.
Ташкентську і Старообрядницьку вулиці розділяла Варшавська залізнична лінія. Для з'єднання обох вулиць у створі Дитячого провулка існував Ташкентський шляхопровід (демонтований у 2020 році). Замість нього був побудований проїзд по землі в 250 метрах на південь.

## Пам'ятки

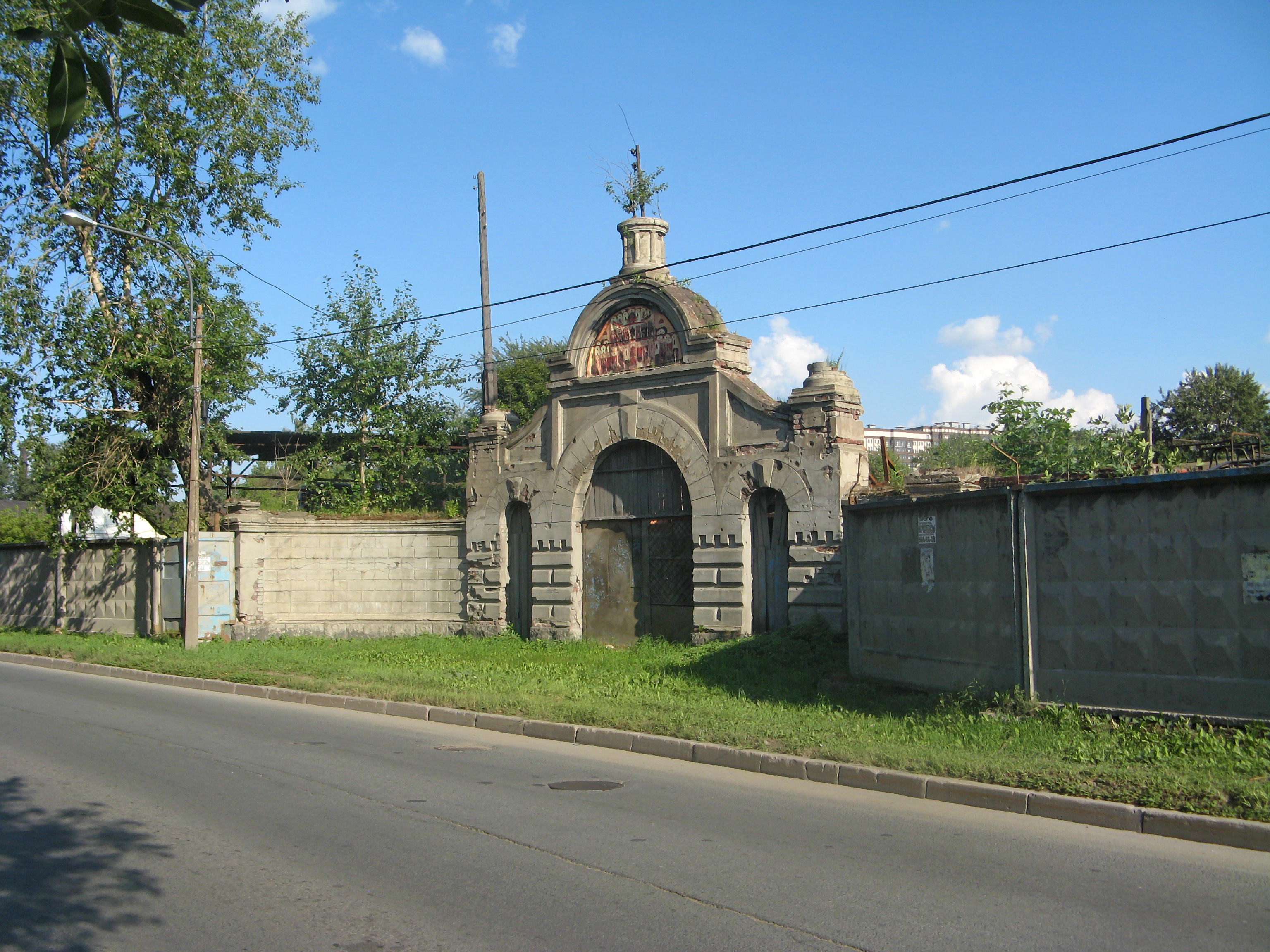
Ворота Громовського кладовища на Старообрядницькій вулиці (2018)

- Громовське старообрядницьке кладовище (буд. 6)
- ТЧ-15 СПб Балтійський